# Ken Miles
Kenneth Henry "Ken" Miles  (Sutton Coldfield, 1 de novembro de 1918 — Riverside, 17 de agosto de 1966), foi um soldado durante a Segunda Guerra Mundial e automobilista britânico nascido na Inglaterra, vencedor das 24 Horas de Daytona e das 12 Horas de Sebring.
Embora tenha estado presente em todos os anos da Segunda Guerra Mundial, entre os anos de 1939 e 1945, atuando na divisão de tanques, Miles se tornou notório após se mudar para os Estados Unidos, onde, em parceria com Carroll Shelby, se tornou um dos principais envolvidos no desenvolvimento do Ford GT40, que culminaria na primeira vitória da Ford nas 24 Horas de Le Mans, em 1966. Apesar de ser considerado como o principal piloto das equipes enviadas pela empresa estadunidense, acabou terminando a corrida em segundo por causa de um critério técnico, após a direção executiva da empresa requisitar que os três carros cruzassem a linha de chegada em sequência. Miles acabou morrendo dois meses depois da corrida em um acidente enquanto testava uma nova versão do GT40, o Ford J-car, para a edição de 1967.
O processo de desenvolvimento do Ford GT40 e a corrida de 1966 foram retratados no filme Ford v Ferrari, que, contrastando com o título, é centrado na relação de Miles e Shelby no processo de desenvolvimento do carro e durante a corrida de 1966. Miles foi interpretado por Christian Bale, que recebeu uma indicação ao Globo de Ouro de melhor ator em filme dramático por sua atuação como o inglês.

## Primeiros anos
Nascido na região industrial de Birmingham, em Sutton Coldfield, Miles esteve presente em todos os anos da Segunda Guerra Mundial, entre 1939 e 1945, atuando pelo Exército Britânico, chegando ao posto de Sargento em 1942. Durante os anos de guerra, Miles trabalhou na manutenção da frota de tanques e também participou de missões de reconhecimento e resgate, estando presente nos desembarques da Normandia, popularmente conhecidos como 'Dia D'. Antes disso, Miles estava trabalhando na empresa Wolseley Motor, tendo começado a trabalhar nesta como aprendiz aos 15 anos após abandonar a escola e uma tentativa de fuga falha para os Estados Unidos. Após deixar o exército, começou a se envolver em corridas de carro, que estava se popularizando novamente — antes da guerra, Miles costumava correr com motos —, o que acabou culminando em sua mudança para os Estados Unidos em 1952, se estabelecendo na parte sul da Califórnia, em Holywood Hills.
Nos Estados Unidos, passou a trabalhar como gerente de serviços da empresa britânica MG Cars, e continuou seu envolvimento nas corridas de carros, principalmente as com os MG T, que estavam vivendo o auge de sua popularidade, e eram oriundos do Reino Unido, onde surgiu o interesse dos estadunidenses pelo carro, que o conheceram durante os anos de conflito na Europa. Desenvolvendo seus próprios carros, ganhou já em 1953 sua primeira corrida, em Pebble Beach, com uma versão modificada do MG TD, que ficou popularmente conhecido como R1. O R1 era um carro confiável e durável, lhe dando 16 vitórias nos três anos seguintes, o que acabou logo rendendo a Miles a fama de melhor piloto de carros 1 500 cm³ do oeste do país e o apelido de "Stirling Moss da Costa Oeste", em alusão ao famoso piloto britânico. Nessa época, Miles também abriu uma oficina de carros de competições, embora esta não tenha obtido muito sucesso, fechando no início dos anos 1960.

## Shelby

### Início
Na época que fechava sua empresa, Carroll Shelby, que, impressionado com sua qualidade como piloto e sua exímia capacidade para o desenvolvimento dos carros, o contratou como engenheiro-chefe e piloto de corridas e testes para sua empresa recém-criada, a Shelby American, com Miles se tornando um figura chave da empresa no início dos anos 1960, e também ganhando diversas corridas com o AC Cobra, com destaque para USRRC, competições destinada a carros esporte. Sobre isso, Miles chegaria a comentar: "Eu sou um mecânico. Tem sido a minha vocação a minha vida toda. Pilotar é um hobby, é relaxante para mim, como golf para os outros. Eu gostaria de pilotar um Fórmula 1, não para vencer, apenas para ver como é. Eu penso que seria muito divertido!".
Durante seu período na Shelby, no início dos anos 1960, a Shelby e Miles se envolveram no desenvolvimento de um carro para a corrida de resistência francesa 24 Horas de Le Mans, a pedido da empresa Ford. A Ford visava vencer a competição francesa, na época dominada pela Ferrari, tendo a empresa estadunidense tentado comprar a italiana, com Enzo Ferrari recusando a proposta após a direção da Ford querer influenciar na equipe de corrida, principalmente em competições que a Ford estivesse participando, e também impedir que a Ferrari corresse nos Estados Unidos. O projeto de desenvolvimento do carro começou antes do envolvimento de Shelby e Miles, em parceria com a fabricante britânica Lola, com o carro desenvolvido, o Lola Mk6, chegando a correr na edição de 1964 da corrida francesa. Quando a empresa de Shelby assumiu o projeto, este trabalhou a partir do Lola Mk6, mesmo que este tivesse falhado na corrida.

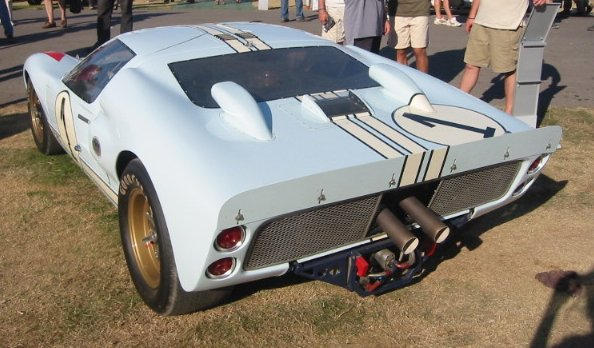
O Ford GT Mk II.

#### Ford GT40 e as 24 Horas de Le Mans de 1966
Ao longo do desenvolvimento do GT40, Miles participou de várias competições durante o processo de desenvolvimento, abandonando a edição de 1965 das 24 de Horas de Le Mans, onde correu em parceria com Bruce McLaren, após problemas na caixa de marchas e vencendo as 24 Horas de Daytona e as 12 Horas de Sebring com Lloyd Ruby em 1966 — em Sebring, Miles terminou em primeiro em sua categoria e segundo na classificação geral em 1965 com o Ford GT, correndo com McLaren. Antes disso, já havia terminando em segundo em sua categoria em 1957, terceiro em 1959, e em primeiro em 1963, este ano correndo com um AC Cobra e utilizando um motor Ford —. Durante o desenvolvimento do GT40, a Shelby e Miles foram um dos pioneiros no uso de computadores para obtenção de dados do veículo durante os testes e as corridas. A consagração para a Ford ocorreu em 1966, quando a empresa venceu a corrida de Le Mans, com três carros alinhando na linha de chegada, e quebrando a hegemonia dos carros da Ferrari, que naquela edição teve sérios problemas mecânicos a abandonos.
Apesar da vitória do GT40, embora liderasse a corrida naquele ano, a direção da Ford requisitou que Miles reduzisse a velocidade para ser alcançado pelos outros dois GT40, o que acabou resultando em Miles terminando em segundo por um critério técnico, atrás de Bruce McLaren e Chris Amon — como o carro de McLaren e Amon, que também corriam pela equipe da Shelby American, estava cinco posições atrás do de Miles e Denny Hulme, seu companheiro, no momento da largada, os oficiais da prova consideraram que o carro da dupla neozelandesa disputou um percurso maior por conta dos 20 metros em relação a posição dos carros no grid de largada —. A direção executiva da Ford tinha como intenção que os carros da Ford — os dois da Shelby e de uma outra equipe correndo com um Ford GT40 Mk.II, a Holman & Moody — cruzassem a linha de chegada alinhados, com um 1-2-3. Embora a chegada tenha se tornado icônica, o segundo lugar também impossibilitou Miles de terminar como o primeiro piloto a vencer as 24 Horas de Daytona, as 12 Horas de Sebring e a corrida francesa no mesmo ano, com a decisão sendo altamente contestado pelo britânico, feito que não chegou a ser alcançado por nenhum piloto mesmo depois de mais de 50 anos.

### Morte
Miles acabaria morrendo ainda naquele ano de 1966 enquanto testava a versão do Ford GT20 para a corrida do ano seguinte, o Ford J-car, no Autódromo Internacional de Riverside. O motivo do acidente de Miles durante o teste ganhou contornos especulativos, que têm se mantido deste então. A Ford chegou a contratar um experiente piloto, Frank Gardner, para recriar o acidente a fim de revelar as causas. Na recriação de Gardner, a transmissão do carro travou no mesmo ponto que ocorreu o acidente do britânico, com Gardner evitando a morte por estar preparado para esta. Após o funeral de Miles, Shelby chegaria a declarar sobre o britânico: "Nós não temos ninguém para assumir o lugar dele. Ninguém. Ele era nossa referência, nosso guia. Era a espinha dorsal do projeto. Nunca mais haverá outro Ken Miles." Apesar disso, a Ford ainda obteria a vitória em Le Mans nos três anos seguintes, sendo as últimas de um carro estadunidense. Miles foi introduzido no Hall da Fama dos Esportes a Motor dos Estados Unidos em 2001.